# Styxxx
Styxxx (zapis stylizowany: STYXXX) – album studyjny polskiego rapera ReTo. Został wydany 24 lutego 2023 roku nakładem wytwórni muzycznej spacerange, w dystrybucji e-Muzyka.
Album jest utrzymany w stylu muzyki hip-hop. Składa się z wersji podstawowej (1 CD), wersji deluxe oraz płyty analogowej (1 LP)
Album w 2024 roku uzyskał status potrójnej platynowej płyty. Wydawnictwo dotarło do 1. miejsca listy sprzedaży OLiS.
Nagrania były promowane singlami: „Klej”, „Panta Rhei”, „Balon” i „Król jest nagi”.

## Lista utworów
Utworzono na podstawie materiałów źródłowych:

### Wersja standardowa
| #  | Utwór                                    | Tekst                                                       | Producent | Czas  |
| -- | ---------------------------------------- | ----------------------------------------------------------- | --------- | ----- |
| 1  | Pumba (gościnnie: Kaz Bałagane, Kabe)    | Igor Bugajczyk, Łukasz Wróblewski, Bartosz Krupka           | Wroobel   | 3:44  |
| 2  | Bogowie nie krwawią (gościnnie: Białas)  | Bugajczyk, Wróblewski, Mateusz Karaś                        | Wroobel   | 2:34  |
| 3  | Tańcz ze mną                             | Bugajczyk, Wróblewski                                       | Wroobel   | 2:49  |
| 4  | Piri piri                                | Bugajczyk, Wróblewski                                       | Wroobel   | 3:15  |
| 5  | Panta Rhei                               | Bugajczyk, Wróblewski                                       | Wroobel   | 3:07  |
| 6  | GTA                                      | Bugajczyk, Wróblewski, Mateusz Popiołek                     | Wroobel   | 2:42  |
| 7  | Owboy                                    | Bugajczyk, Wróblewski                                       | Wroobel   | 2:39  |
| 8  | Klej                                     | Bugajczyk, Wróblewski, Mateusz Popiołek                     | Wroobel   | 2:52  |
| 9  | Balon                                    | Bugajczyk, Wróblewski                                       | Wroobel   | 3:03  |
| 10 | Król jest nagi (gościnnie: Słoń)         | Bugajczyk, Wróblewski, Wojciech Zawadzki                    | Wroobel   | 3:04  |
| 11 | Cytrynowe niebo                          | Bugajczyk, Wróblewski                                       | Wroobel   | 3:04  |
| 12 | Nowy szatan                              | Bugajczyk, Wróblewski                                       | Wroobel   | 3:00  |
| 13 | Wilk (gościnnie: Kronkel Dom, Young Igi) | Bugajczyk, Wróblewski, Dominik Paszkowski, Igor Ośmiałowski | Wroobel   | 3:15  |
| 14 | Tabletka na pół                          | Bugajczyk, Wróblewski                                       | Wroobel   | 2:16  |
| 15 | Felga (gościnnie: Kizo)                  | Bugajczyk, Wróblewski, Mateusz Popiołek, Patryk Woziński    | Wroobel   | 3:26  |
|    |                                          |                                                             |           | 44:58 |

Opracowano na podstawie materiału źródłowego:

### Wersja deluxe
| #  | Utwór                                       | Tekst                                                | Producent | Czas  |
| -- | ------------------------------------------- | ---------------------------------------------------- | --------- | ----- |
| 16 | Moneta                                      | Bugajczyk, Wróblewski                                | Wroobel   | 1:31  |
| 17 | Woh (gościnnie: Jacuś)                      | Bugajczyk, Wróblewski, Jacek Pala, Łukasz Wróblewski | Wroobel   | 2:23  |
| 18 | Wszyscy święci (gościnnie: Polskii, Diable) | Bugajczyk, Wróblewski, Oskar Pykosz, Kamil Skaza     | Wroobel   | 3:23  |
|    |                                             |                                                      |           | 52:00 |

## Notowania

### Pozycje na listach tygodniowych
| Kraj   | Lista (2023)             | Pozycja |
| ------ | ------------------------ | ------- |
| Polska | OLiS – albumy            | 1       |
| Polska | OLiS – albumy w streamie | 1       |
| Polska | OLiS – albumy fizyczne   | 2       |

## Certyfikaty i sprzedaż
| Kraj   | Certyfikat               | Sprzedaż | Data                |
| ------ | ------------------------ | -------- | ------------------- |
| Polska | potrójna platynowa płyta | 90 000+  | 9 października 2024 |
| Polska | podwójna platynowa płyta | 60 000+  | 21 luty 2024        |
| Polska | platynowa płyta          | 30 000+  | 21 czerwca 2023     |
| Polska | złota płyta              | 15 000+  | 19 kwietnia 2023    |